# Energija (raketa)
Energija (rusko Энергия, "Energija") je bila težka raketa načrtovana v takratni Sovjetski zvezi v biroju NPO Energija. Uporabljala bi se kot nosilna raketa za raketoplan Buran ali pa samostojno za izstrelitev težkih satelitov. Raketa je ena izmed največjih na svetu poleg ameriške Saturn V in ruske neuspešne N-1 za let na Luno.
Uporabljala je štiri pritrjene potisnike "boosterje", vsak z motorjem RD-170 s štirimi komorami. Gorivo potisnikov je bil kerozin (kdaj tudi oznaka RP - Rocket Propelant) in tekoči kisik. Potisniki so bili pritrjeni na centralno raketo, ki je imela 4 raketne motorje RD-0120 na tekoči kisik in tekoči vodik.
Izstrelitvena ploščad je imel dva načina konfiguracije:
- Energija-Poljus kjer je bil nameščen težki satelit Poljus z maso 80 ton
- Energija-Buran kjer je bil tovor raketoplan Buran[2]

Raketa je imel možnost dostaviti 100 ton v nizkozemeljsko orbito, 20 ton v geostacionarno orbito in 32 ton v translunino orbito.
Energija II, imenovana Uragan (rusko: Ураган - Hurikan) je bila predlagana verzija, ki bi bila v celoti lahko večkrat uporabljena, za razliko od Space Shuttla in Burana, ki so samo deloma ponovno uporabljivi. Uragan bi lahko pristajal na konvencionalnem letališču.
Vulkan-Hercules: največja in najtežja konfiguracija z osmimi dodatnimi potisniki Zenit in Energija-M jedro za zgornjo stopnjo bi lahko dvignila 175 ton v orbito. Sicer se je ime "Vulkan" uporabilo za drugo težko raketo, ki je bila prej preklicana.  "Hercules" pa se je uporabljal tudi za N-1 raketo.

## Karakteristike
- Uporaba: težka večnamenska nosilna raketa
- Izdelovalec: NPO "Energija"
- Država razvoja:	Sovjetska zveza
- Masa: 2 400 000 kilogramov (5 300 000 lb)
- Stopnje: 2
- Kapaciteta v NZO: 100 000 kilogramov (220 000 lb)
- Kapaciteta v GSO: 20 000 kilogramov (44 000 lb) (predlagana, nikoli letela)
- Status: Upokojena
- Izstrelišče: Kozmodrom Bajkonur
- Vseh izstrelitev: 2
- Prva izstrelitev: 15. maj 1987
- Zadnji let: 15. november 1988

- Število dodatnih potisnikov (boosterjev): 4
- Motorji na potisniku: 1X RD-170 (4 potisne šobe)
- Potisk motorjev: 29000 kN (6 500 000 lbf) na nivoju morja skupaj

32 000 kN(7 200 000 lbf) v vakuumu
- Specifični impulz: 309 sekund na nivoju morja; 338 sekund v vakuumu
- Gorivo:	RP-1 (kerozin)/LOX

- Centralna raketa (core):
- Motorji: 4X RD-0120
- Potisk:	5 800 kN (1 300 000 lbf) skupaj na nivoju morja; 7 500 kN (1 700 000 lbf) v vakuumu
- Specifični impulz: 359 sekund na nivoju morja; 454 sekund v vakuumu
- Čas delovanja:	480-500 sekund
- Gorivo: LH2/LOX (tekoči kisik in tekoči vodik)

Proizvodnja raket se je končala s padcem Sovjetske zveze in koncem programa Buran. Govorilo se je o možni ponovni gradnji raket za bodoče vesoljske polete s človeško posadko, ki bi potrebovali težko nosilno raketo, vendar je le malo verjetnosti, da bi se to zgodilo. Še vedno pa se proizvaja potisnike Zenit (RD-171), ki uporablja na Morski izstrelitvi SeaLaunch. RD-170 je moderen in ekonomičen motor, njegove različice se uporabljajo na raketi Atlas V (RD-180), korejski Naro-1 (RD-191) in bodoči Angari.